# Pei Mian
Pei Mian (chinês: 裴冕; falecido em 5 de janeiro de 770), nome de cortesia Zhangfu (章甫), formalmente o Duque de Ji (冀公), foi um político chinês durante a dinastia Tang, servindo como chanceler durante os reinados do Imperador Suzong e do Imperador Daizong. Ele era conhecido por sua fidelidade à dinastia Tang durante os tempos difíceis da Rebelião de An Lushan, mas também era visto com desdém pelos historiadores por sua ganância material.

## Início de vida
Não se sabe quando Pei Mian nasceu. Ele era de um clã proeminente de Hedong (河東, na moderna Yuncheng, Shanxi), que traçava sua ascendência a funcionários da dinastia Han, Cao Wei, Dinastia Jin (265-420)
, Yan Anterior, Qin Posterior, Wei do Norte, e dinastia Tang. Seu avô Wei Zhi (韋陟) atuou como conselheiro militar de um prefeito, e seu pai Wei Ji (韋紀) serviu como secretário-geral do Condado de Chang'an, um dos dois condados que compunham a capital Tang de Chang'an.

## Durante o reinado do Imperador Xuanzong
No início da era Tianbao do Imperador Xuanzong (742–756), devido ao status de seus ancestrais como funcionários imperiais, Pei Mian foi nomeado xerife do Condado de Weinan (na moderna Weinan, Xianxim), e tornou-se conhecido por suas habilidades administrativas. Quando Wang Hong (王鉷), o chefe dos censores imperiais, assumiu o cargo adicional de inspetor da região de Chang'an, ele designou Pei como seu assistente. Pei mais tarde serviu como censor imperial, inicialmente com a baixa patente de Jiancha Yushi (監察御史), e depois com a patente mais alta de Dianzhong Shi Yushi (殿中侍御史).
Dizia-se que, embora Pei não fosse muito letrado, era diligente, responsável e decidido, e Wang dependia muito dele. Em 752, quando Wang Hong foi implicado em um complô de seu irmão Wang Han (王銲) e foi forçado a cometer suicídio, seus vários centenas de subordinados nem ousaram se aproximar da porta de Wang Hong, exceto Pei, que pessoalmente levou o corpo de Wang Hong e o enterrou adequadamente. Ele tornou-se renomado por isso, e em 753, Geshu Han, o governador militar (jiedushi) do Circuito Hexi (河西, com sede em Wuwei, Gansu), o convidou para servir como oficial abaixo de Geshu.

## Durante o reinado do Imperador Suzong
Em 755, o governador militar An Lushan se rebelou e, até 756, estabeleceu um novo estado de Yan. Além disso, as forças de Yan estavam se aproximando de Chang'an, forçando o Imperador Xuanzong a fugir em direção ao Comando de Shu (蜀郡, aproximadamente a moderna Chengdu, Sichuan). No entanto, o filho do Imperador Xuanzong, Li Heng, o Príncipe Herdeiro, não seguiu o Imperador Xuanzong e, em vez disso, dirigiu-se para o importante posto militar de Lingwu.
Enquanto isso, Pei, que havia recebido uma convocação para servir como vice-chefe dos censores imperiais (御史中丞, Yushi Zhongcheng), encontrou Li Heng em Pingliang e acompanhou Li Heng até Lingwu. Posteriormente, incentivado por Pei e Du Hongjian, Li Heng se declarou imperador lá (como Imperador Suzong)— um ato que o Imperador Xuanzong reconheceria quando as notícias chegassem até ele posteriormente. O Imperador Suzong nomeou Pei como Zhongshu Shilang (中書侍郎), o vice-chefe do escritório legislativo do governo (中書省), e lhe deu a designação Tong Zhongshu Menxia Pingzhangshi (同中書門下平章事), tornando-o um chanceler de facto.
Dizia-se que Pei era fiel e diligente como chanceler, e recebeu o apoio do povo. No entanto, também se dizia que ele não era sábio e, acreditando ser necessário arrecadar dinheiro para uso do governo, defendia a venda de cargos governamentais por dinheiro e também permitia que pessoas se tornassem monges budistas e taoístas e os usava para arrecadar mais dinheiro. Como resultado, as honras políticas se tornaram sem valor. Após o Imperador Suzong, gradualmente avançando de volta para Chang'an, mudar-se para Fengxiang (鳳翔, na moderna Baoji, Xianxim) na primavera de 757, Pei foi feito You Pushe (右僕射), um dos chefes do escritório executivo (尚書省, Shangshu Sheng), e não mais chanceler. No outono de 757, quando as forças de Tang e Huige recapturaram Chang'an, foi Pei quem o Imperador Suzong enviou a Chang'an para confortar o povo e oferecer sacrifícios ao templo ancestral imperial. O Imperador Suzong o nomeou Duque de Ji.
Em 758, quando o Imperador Xuanzong deu sua filha, a Princesa Ningguo, em casamento ao Bayanchur Khan de Huige, Pei foi enviado para escoltar a Princesa Ningguo até a fronteira, embora não até a sede de Huige. Posteriormente, Pei foi nomeado prefeito da Municipalidade de Chengdu e governador militar do Circuito de Xichuan (西川, com sede em Chengdu), embora tenha sido posteriormente convocado novamente para ser You Pushe.
Em 761, quando o poderoso eunuco Li Fuguo queria ser chanceler e o Imperador Suzong, que nesse ponto estava com medo de Li Fuguo, recusou com base no fato de que ele não tinha o apoio dos oficiais, Li Fuguo tentou persuadir Pei a recomendá-lo. O Imperador Suzong disse ao chanceler Xiao Hua que se um oficial importante (ou seja, alguém como Pei) recomendasse Li Fuguo, ele não teria mais desculpa para recusar o pedido de Li Fuguo. Quando Xiao discutiu isso posteriormente com Pei, a resposta de Pei foi:
Certamente não farei isso. Meu braço pode ser cortado antes que ele se torne chanceler.
Posteriormente, Li Fuguo não conseguiu se tornar chanceler enquanto o Imperador Suzong estava vivo, muito para o ressentimento de Li Fuguo.

## Durante o reinado do Imperador Daizong
Em 762, o Imperador Suzong faleceu. Após uma luta pelo poder entre a esposa do Imperador Suzong, Imperatriz Zhang, e Li Fuguo, este último prevaleceu, matou a Imperatriz Zhang e posteriormente apoiou o príncipe herdeiro do Imperador Suzong, Li Yu, como imperador (como Imperador Daizong). Enquanto isso, Pei Mian foi encarregado de construir um túmulo imperial para o Imperador Suzong e, para agradar Li Fuguo, designou o associado próximo de Li Fuguo, Liu Xuan, como seu assistente. Após a remoção de Li Fuguo em 762, Pei teve desentendimentos com o eunuco recém-poderoso Cheng Yuanzhen e, assim, foi rebaixado a prefeito de Shi Prefecture. Vários meses depois, ele foi transferido para ser prefeito de Li Prefecture e eventualmente foi convocado para ser Zuo Puye, o outro chefe do bureau executivo.
Em 762, o Imperador Suzong faleceu. Após uma luta pelo poder entre a esposa do Imperador Suzong, Imperatriz Zhang, e Li Fuguo, este último prevaleceu e assassinou a Imperatriz Zhang, apoiando subsequentemente o príncipe herdeiro do Imperador Suzong, Li Yu, como imperador (como Imperador Daizong). Enquanto isso, Pei Mian foi encarregado de construir um túmulo imperial para o Imperador Suzong e, para agradar Li Fuguo, designou o associado próximo de Li Fuguo, Liu Xuan (劉烜), como seu assistente.
Após a remoção de Li Fuguo em 762, Pei teve desentendimentos com o eunuco recém-poderoso Cheng Yuanzhen, e foi rebaixado para ser o prefeito do Prefeitura de Shi (施州, aproximadamente a moderna Prefeitura Autônoma Tujia e Miao de Enshi, Hubei). Vários meses depois, ele foi transferido para ser o prefeito da Prefeitura de Li (澧州, aproximadamente Changde, Hunan), e eventualmente foi chamado de Zuo Puye (左僕射), o outro chefe do departamento executivo.
Até 769, o chanceler Yuan Zai era a figura mais poderosa na corte. Yuan estava grato a Pei por tê-lo recomendado no passado e, portanto, quando Du Hongjian, que na época era chanceler, faleceu naquele ano, Yuan recomendou Pei para ser novamente chanceler, tanto para retribuir a Yuan quanto para controlar ainda mais o governo, considerando a idade avançada e a doença de Pei. Quando Pei estava recebendo sua comissão como chanceler, conforme os costumes, ele estava dançando para mostrar gratidão ao imperador, mas enquanto dançava, ele caiu no chão, e Yuan teve que ajudá-lo a se levantar e a agradecer em seu nome. Pei faleceu por volta do ano novo de 770 e foi honrado postumamente. O Imperador Daizong ainda enviou uma premiação de seda e grãos para sua família. No entanto, nenhum nome póstumo foi registrado para ele.
Dizia-se que Pei, apesar de sua fidelidade, também era conhecido pelo desperdício, gastando muitos recursos em seus carros, suas roupas, sua comida e seus cavalos. Ele inventou uma forma de adorno para a cabeça que foi imitada por outros e que ficou conhecida como Forma Puye (僕射樣). Quando ele sucedeu Du como chanceler, seu subordinado relatou a ele a quantidade de salário adicional que ele estaria ganhando, e ele ficou satisfeito com o ganho, provocando escárnio daqueles que o viram.